# Санкертаун (Пенсилванија)
Санкертаун (енгл. Sankertown) град је у америчкој савезној држави Пенсилванија.

## Демографија
По попису из 2010. године број становника је 675, што је 5 (-0,7%) становника мање него 2000. године.
| Група             | 2000.       | 2010.       |
| Белци             | 672 (98,8%) | 670 (99,3%) |
| Афроамериканци    | 3 (0,4%)    | 1 (0,1%)    |
| Азијати           | 2 (0,3%)    | 1 (0,1%)    |
| Хиспаноамериканци | 2 (0,3%)    | 1 (0,1%)    |
| Укупно            | 680         | 675         |